# Horace de Carbuccia
Pour les articles homonymes, voir Carbuccia (homonymie).
Horace de Carbuccia, né le 1er mars 1891 à Paris et mort le 20 février 1975 dans la même ville, est un homme politique, journaliste, écrivain et éditeur français.

## Biographie
Horace de Carbuccia est issu d'une ancienne famille de la noblesse originaire de Corse, originaire de Bastia, connue depuis le XVIe siècle, issue de Sebastiano de Carbuccia (né en 1515), député à Gênes. Antonio-Pasquale  de Carbuccia (1683-1759), est podestat de Bastia. Orazio de Carbuccia (1714-1778), fondateur du Régiment Royal Corse, participe au Siège de Berg-op-Zoom (1747). Il est décoré de la croix de Saint-Louis par le roi Louis XV. Antonio de Carbuccia (1753-1831), est maire et conseiller général de Bastia. Horace de Carbuccia (1804-1863), est président de la cour impériale de Bastia, président du conseil général de Corse. Jean-Luc de Carbuccia (1808-1854) est général et archéologue. Pierre de Carbuccia (1851-1916), est bâtonnier de l'ordre des avocats de Bastia, vice-président du conseil général de Corse. Jean-Luc de Carbuccia (1893-1917), sous-lieutenant au 9e régiment de cuirassiers, est mort pour la France le 5 mai 1917, à la Bataille du chemin des dames, au Moulin de Laffaux, (Aisne).

## Carrière
Horace de Carbuccia, titulaire d'un doctorat en droit de la Faculté de Paris, est mobilisé dans l'infanterie durant la Première Guerre mondiale, blessé et décoré de la médaille militaire.
En 1921, il fonde avec son cousin Marcel Prévost, Joseph Bédier et Raymond Recouly la Revue de France chez La Renaissance du livre. En 1923, il lance « Les Éditions de France », au 20 avenue Rapp, toujours avec Prévost.  En 1928, il fonde Gringoire, un hebdomadaire dans un premier temps très littéraire, qui atteint le plus fort tirage, jusqu'à 650 000 exemplaires, et la plus forte vente de son époque. Les Éditions de France, lance la collection « À ne pas lire la nuit » dans laquelle sont publiés entre 1932 et 1939, près de 130 titres,.
À partir des années 1930, le salon des Carbuccia, avenue Foch, est l'un des plus courus de Paris.  Les Carbuccia recevaient aussi sur la Côte d'Azur, à Sainte-Maxime dans leur villa du quartier de la Grande Pointe.
Furent notamment reçues avenue Foch des personnalités du monde politique comme André Tardieu, conseiller de Clemenceau, et des écrivains, notamment Pierre Drieu la Rochelle, Céline, Jean Cocteau, Colette, André Maurois, Joseph Kessel, Somerset Maugham, Romain Gary ou encore François Mauriac.
Carbuccia est élu député de Corse (circonscription d’Ajaccio) du 1er mai 1932 au 31 mai 1936, siégeant dans les rangs de la Gauche radicale, groupe parlementaire qui, contrairement à ce que son nom laisse penser, était situé au centre droit.
Durant les années 1930, son hebdomadaire Gringoire dénonce la menace nazie et appelle au réarmement de la France. Xavier de Hauteclocque, envoyé spécial du journal en Allemagne, signe plusieurs articles retentissants dénonçant le régime hitlérien. En 1938, Gringoire prend nettement un virage xénophobe et antisémite. En 1940, Gringoire et Carbuccia se replient en zone libre. Son livre Corse, terre de fidélité s'oppose à  l'annexion de la Corse par l'Italie et lui vaut un mandat d'arrêt de l'occupant italien,.
Au moment de la Libération, et durant la période d'épuration, le Gouvernement provisoire engage contre lui des poursuites pour faits de collaboration : Carbuccia décide alors de prendre la fuite. Le 14 février 1949, la Commission nationale interprofessionnelle d’épuration condamne par défaut Horace de Carbuccia et Camille Ferri-Pisani, qui ont dirigé les Éditions de France pendant l’Occupation, à l’interdiction de conserver des postes de responsabilité dans l’édition. Le 13 janvier 1950, Carbuccia est condamné par contumace à cinq ans de travaux forcés, cinq ans de dégradation nationale et à la confiscation totale de ses biens. Le 5 septembre 1955, il se constitue prisonnier. Le 9 octobre suivant, le tribunal militaire de la Seine l'acquitte en vertu des lois d'amnistie,. 
Il s'intéresse ensuite à l'édition et au cinéma, tout en rédigeant des mémoires, Le Massacre de la victoire, qu’Alain Decaux décrira comme « tout l’entre-deux-guerres vu de droite et d’un inestimable observatoire ».
Son épouse, Adry de Carbuccia, est la belle-fille de Jean Chiappe, préfet de police de Paris. Elle devient après 1945 productrice de films, notamment de La Vache et le Prisonnier avec Fernandel dans le rôle principal, Le Triporteur et Ali Baba et les Quarante Voleurs. La rose, 'Madame Horace de Carbuccia', lui est dédiée.
Horace de Carbuccia est le père de Jean-Luc de Carbuccia, qui devient éditeur.

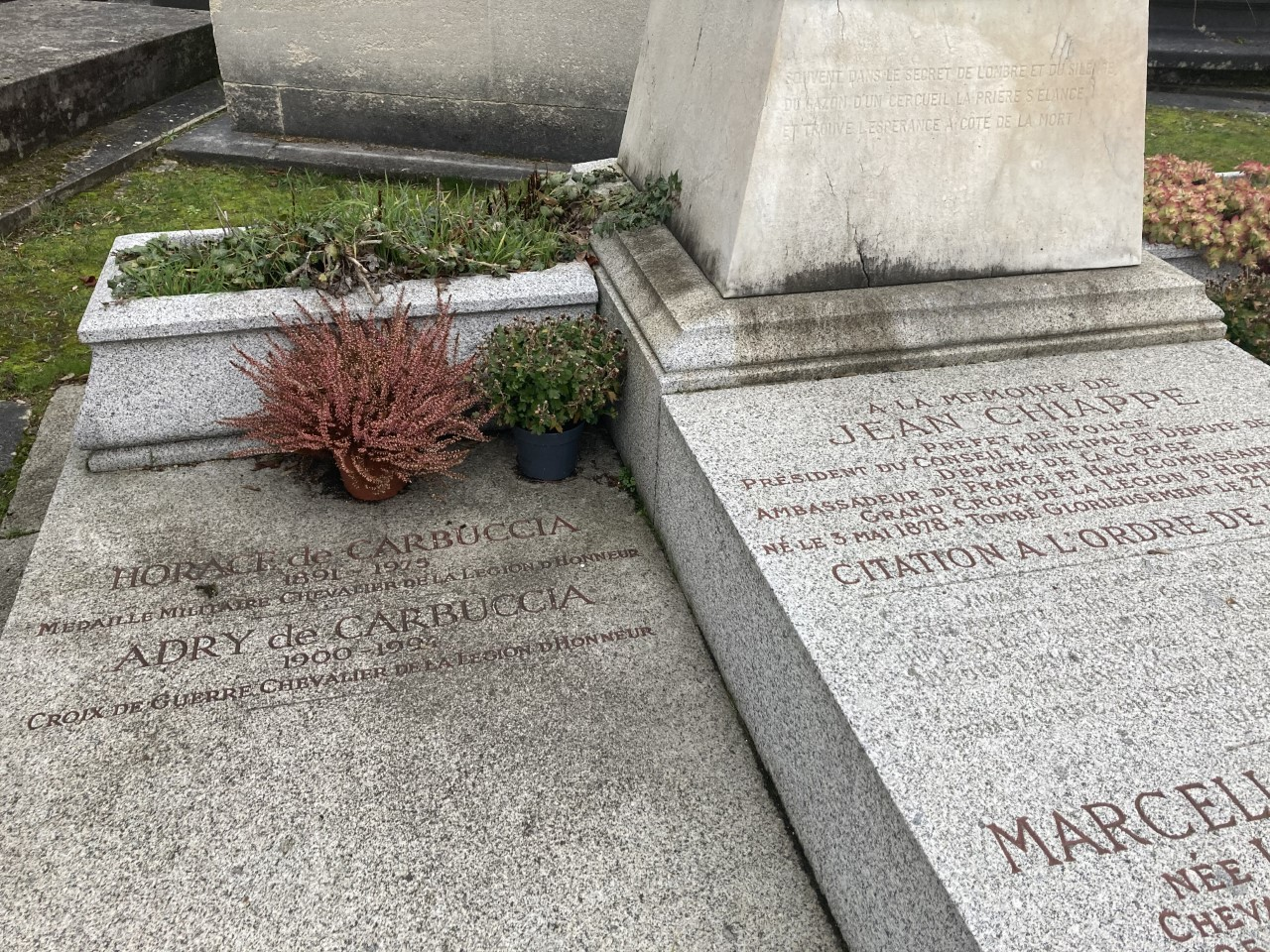
Sépulture.

## Télévision
- Dans le téléfilm L'Affaire Salengro, réalisé par Yves Boisset en 2008, il est interprété par Philippe Magnan.

## Publications
- Adaptation du théâtre de Somerset Maugham, Éditions de France, 1940
- Adieu à mon ami anglais, Marseille, Éditions de France, 1942 Prépublié dans Gringoire[11] le 7 novembre 1941.
- Corse, terre de fidélité, Éditions de France, 1943
- Le Massacre de la victoire 1919-1934, mémoires tome 1, Plon 1973
- Les Racines de l’enfer 1934-1939, mémoire tome 2, Plon, 1973; Editions de Paris, 1989

## Sources
- « Horace de Carbuccia », dans le Dictionnaire des parlementaires français (1889-1940), sous la direction de Jean Jolly, PUF, 1960 [détail de l’édition]